# Dewayne Dedmon
Dewayne Jamal Dedmon, né le 12 août 1989 à Lancaster en Californie, est un joueur américain de basket-ball. Il évolue au poste de pivot.

## Biographie

### Carrière universitaire
Entre 2011 et 2013, il joue pour les Trojans d'USC à l'université de Californie du Sud.

### Carrière professionnelle

#### Warriors de Golden State (2013)
Non drafté en 2013, Dedmon participe à la Summer League d'Orlando avec le Heat de Miami et à celle de Las Vegas avec les Mavericks de Dallas. Le 23 septembre 2013, il signe avec les Warriors de Golden State. Toutefois, il est coupé par Golden State le 25 octobre 2013. Le 1er novembre 2013, il est sélectionné par les Warriors de Santa Cruz dans l'équipe de D-League affiliée aux Warriors.
Le 18 novembre 2013, Dedmon resigne avec les Warriors de Golden State. Le lendemain, il est renvoyé à Santa Cruz. Le 20 novembre, il est rappelé par Golden State et renvoyé en D-League le 24 novembre puis rappelé le 25 novembre par Golden State. Le 5 décembre 2013, il est coupé par Golden State après avoir disputé quatre matches avec eux. Cinq jours plus tard, il retourne à Santa Cruz.

#### Sixers de Philadelphie (2014)
Le 14 janvier 2014, il signe un contrat de dix jours avec les Sixers de Philadelphie. Le lendemain, il fait ses débuts avec les Sixers. En 14 minutes de jeu, il termine avec sept rebonds et deux contres lors de la victoire des siens 95 à 92 contre les Bobcats de Charlotte. Le 24 janvier, il signe un second contrat de dix jours avec les Sixers. Le 2 février, à la fin de son contrat, les Sixers ne le conservent pas pour le reste de la saison. Le 3 février, il est nommé dans l'équipe des Futures All-Star pour participer au NBA D-League All-Star Game 2014. Le jour suivant, il retourne à Santa Cruz.

#### Magic d'Orlando (2014-2016)
Le 25 février 2014, Dedmon signe un contrat de dix jours avec le Magic d'Orlando. Le 7 mars 2014, il signe un second contrat de dix jours avec le Magic. Le 17 mars 2014, il signe cette fois un contrat de plusieurs années avec le Magic.
En juillet 2014, il participe à la NBA Summer League 2014 avec le Magic.
Entre le 5 et 7 mars 2016, il est envoyé en G-League chez les BayHawks d'Érié.
Le 1er juillet 2016, il devient agent libre.

#### Spurs de San Antonio (2016-2017)
Le 14 juillet 2016, il s'engage avec les Spurs de San Antonio.

#### Hawks d'Atlanta (2017-2019)
Le 21 juin 2017, il signe avec les Hawks d'Atlanta.
Le 1er juillet 2019, il devient agent libre.

#### Kings de Sacramento (2019-2020)
Le 8 juillet 2019, il signe aux Kings de Sacramento. À la fin du mois de décembre 2019, il demande à être transféré et reçoit une amende de 50 000 dollars.

#### Hawks d'Atlanta (2020)
Le 6 février 2020, Dedmon est transféré aux Hawks d'Atlanta en échange d'Alex Len et Jabari Parker.
Le 19 novembre 2020, il est envoyé aux Pistons de Détroit en échange de Tony Snell et de Khyri Thomas mais est licencié quelques jours plus tard.

#### Heat de Miami (2021-2023)
Le 7 avril 2021, il signe jusqu'à la fin de saison avec le Heat de Miami. En août 2021, il prolonge d'une saison.

#### 76ers de Philadelphie (2023)
En février 2023, il est transféré vers les Spurs de San Antonio avec un second tour de draft. Il est coupé dans la foulée puis rejoint les 76ers de Philadelphie le 13 février 2023.

## Palmarès
- NBA D-League All-Star 2014

## Statistiques

### Universitaires
| Saison    | Équipe          | Matchs | Titul. | Min./m | % Tir | % 3pts | % LF | Rbds/m. | Pass/m. | Int/m. | Ctr/m. | Pts/m. |
| --------- | --------------- | ------ | ------ | ------ | ----- | ------ | ---- | ------- | ------- | ------ | ------ | ------ |
| 2008-2009 | Antelope Valley |        |        |        |       |        |      |         |         |        |        |        |
| 2009-2010 | Antelope Valley |        |        |        |       |        |      |         |         |        |        |        |
| 2011-2012 | USC             | 20     | 17     | 23,2   | 55,1  | 0,0    | 53,7 | 5,45    | 0,30    | 0,70   | 0,95   | 7,60   |
| 2012-2013 | USC             | 31     | 29     | 22,3   | 50,0  | 0,0    | 68,1 | 6,97    | 0,61    | 1,10   | 2,13   | 6,71   |
| Total     | Total           | 51     | 46     | 22,7   | 52,0  | 0,0    | 61,4 | 6,37    | 0,49    | 0,94   | 1,67   | 7,06   |

### Professionnelles

#### G League
| Saison    | Équipe     | Matchs | Titul. | Min./m | % Tir | % 3pts | % LF  | Rbds/m. | Pass/m. | Int/m. | Ctr/m. | Pts/m. |
| --------- | ---------- | ------ | ------ | ------ | ----- | ------ | ----- | ------- | ------- | ------ | ------ | ------ |
| 2016-2017 | Santa Cruz | 15     | 15     | 33,7   | 54,0  | 0,0    | 68,6  | 13,60   | 1,27    | 1,53   | 2,33   | 15,20  |
| 2017-2018 | Érié       | 1      | 1      | 34,3   | 53,8  | 0,0    | 100,0 | 22,00   | 0,00    | 0,00   | 3,00   | 17,00  |
| Total     | Total      | 16     | 16     | 33,7   | 54,0  | 0,0    | 71,1  | 14,12   | 1,19    | 1,44   | 2,38   | 15,31  |

#### Saison régulière NBA
| Saison    | Équipe       | Matchs | Titul. | Min./m | % Tir | % 3pts | % LF | Rbds/m. | Pass/m. | Int/m. | Ctr/m. | Pts/m. |
| --------- | ------------ | ------ | ------ | ------ | ----- | ------ | ---- | ------- | ------- | ------ | ------ | ------ |
| 2013-2014 | Golden State | 4      | 0      | 1,4    | 0,0   | 0,0    | 50,0 | 0,00    | 0,00    | 0,00   | 0,00   | 0,25   |
| 2013-2014 | Philadelphie | 11     | 0      | 13,7   | 51,7  | 0,0    | 53,8 | 4,45    | 0,27    | 0,00   | 0,82   | 3,36   |
| 2013-2014 | Orlando      | 16     | 6      | 14,6   | 43,4  | 0,0    | 76,5 | 4,88    | 0,12    | 0,44   | 0,81   | 3,69   |
| 2014-2015 | Orlando      | 59     | 15     | 14,3   | 56,2  | 0,0    | 53,1 | 5,00    | 0,15    | 0,27   | 0,85   | 3,66   |
| 2015-2016 | Orlando      | 58     | 20     | 12,2   | 55,9  | 0,0    | 75,0 | 3,93    | 0,22    | 0,38   | 0,79   | 4,40   |
| 2016-2017 | San Antonio  | 76     | 37     | 17,5   | 62,2  | 0,0    | 69,9 | 6,53    | 0,58    | 0,49   | 0,80   | 5,09   |
| 2017-2018 | Atlanta      | 62     | 46     | 24,9   | 52,4  | 35,5   | 77,9 | 7,89    | 1,45    | 0,65   | 0,82   | 9,95   |
| 2018-2019 | Atlanta      | 64     | 52     | 25,1   | 49,2  | 38,2   | 81,4 | 7,50    | 1,41    | 1,08   | 1,11   | 10,83  |
| 2019-2020 | Sacramento   | 34     | 10     | 15,9   | 40,4  | 19,7   | 82,1 | 4,91    | 0,44    | 0,44   | 0,76   | 5,15   |
| 2019-2020 | Atlanta      | 10     | 8      | 23,3   | 39,3  | 22,2   | 87,5 | 8,20    | 0,70    | 1,00   | 1,50   | 8,10   |
| 2020-2021 | Miami        | 16     | 0      | 13,2   | 70,8  | 20,0   | 74,1 | 5,38    | 0,75    | 0,56   | 0,38   | 7,06   |
| 2021-2022 | Miami        | 67     | 15     | 15,9   | 56,6  | 40,4   | 75,0 | 5,80    | 0,70    | 0,40   | 0,60   | 6,30   |
| Total     | Total        | 477    | 209    | 17,8   | 52,7  | 33,8   | 73,5 | 5,98    | 0,70    | 0,55   | 0,85   | 6,40   |

Mise à jour le 22 mai 2022

#### Playoffs NBA
| Saison | Équipe      | Matchs | Titul. | Min./m | % Tir | % 3pts | % LF | Rbds/m. | Pass/m. | Int/m. | Ctr/m. | Pts/m. |
| ------ | ----------- | ------ | ------ | ------ | ----- | ------ | ---- | ------- | ------- | ------ | ------ | ------ |
| 2017   | San Antonio | 12     | 3      | 8,0    | 60,9  | 0,0    | 53,1 | 3,92    | 0,25    | 0,17   | 0,25   | 3,75   |
| 2021   | Miami       | 4      | 0      | 14,3   | 55,6  | 33,3   | 80,0 | 4,50    | 0,75    | 0,00   | 0,50   | 6,25   |
| 2022   | Miami       | 14     | 0      | 9,9    | 46,7  | 10,0   | 83,3 | 3,00    | 0,40    | 0,10   | 0,20   | 3,80   |
| Total  | Total       | 30     | 3      | 9,7    | 52,3  | 15,4   | 63,3 | 3,60    | 0,40    | 0,10   | 0,30   | 4,10   |

Mise à jour le 30 mai 2022

## Records sur une rencontre en NBA
Les records personnels de Dewayne Dedmon en NBA sont les suivants, :
| Type de statistique        | Saison régulière | Saison régulière        | Saison régulière | Playoffs | Playoffs                   | Playoffs      |
| Type de statistique        | Record           | Adversaire              | Date             | Record   | Adversaire                 | Date          |
| -------------------------- | ---------------- | ----------------------- | ---------------- | -------- | -------------------------- | ------------- |
| Points                     | 24               | 2 fois                  | 2 fois           | 19       | @ Bucks de Milwaukee       | 24 mai 2021   |
| Paniers marqués            | 9                | 2 fois                  | 2 fois           | 8        | @ Bucks de Milwaukee       | 24 mai 2021   |
| Paniers tentés             | 16               | Magic d'Orlando         | 1er avril 2018   | 11       | @ Bucks de Milwaukee       | 24 mai 2021   |
| Paniers à 3 points réussis | 5                | 2 fois                  | 2 fois           | 1        | 2 fois                     | 2 fois        |
| Paniers à 3 points tentés  | 9                | @ Bucks de Milwaukee    | 4 janvier 2019   | 2        | 2 fois                     | 2 fois        |
| Lancers francs réussis     | 8                | 2 fois                  | 2 fois           | 3        | 5 fois                     | 5 fois        |
| Lancers francs tentés      | 8                | 2 fois                  | 2 fois           | 6        | Warriors de Golden State   | 20 mai 2017   |
| Rebonds offensifs          | 8                | Celtics de Boston       | 8 mars 2015      | 5        | @ Warriors de Golden State | 16 mai 2017   |
| Rebonds défensifs          | 13               | Pacers de l'Indiana     | 26 décembre 2018 | 6        | 2 fois                     | 2 fois        |
| Rebonds totaux             | 17               | @ Pistons de Détroit    | 10 février 2017  | 9        | 3 fois                     | 3 fois        |
| Passes décisives           | 7                | @ 76ers de Philadelphie | 11 janvier 2019  | 3        | Hawks d'Atlanta            | 17 avril 2022 |
| Interceptions              | 4                | 6 fois                  | 6 fois           | 1        | 3 fois                     | 3 fois        |
| Contres                    | 6                | 2 fois                  | 2 fois           | 2        | Grizzlies de Memphis       | 15 avril 2017 |
| Balles perdues             | 7                | @ Jazz de l'Utah        | 26 octobre 2019  | 2        | 5 fois                     | 5 fois        |
| Minutes jouées             | 37               | Pacers de l'Indiana     | 26 décembre 2018 | 21       | @ Bucks de Milwaukee       | 24 mai 2021   |

- Double-double : 42
- Triple-double : 0

Dernière mise à jour : 17 août 2022

## Vie privée
Dedmon est le fils de Thomas Dedmon et Gail Lewis, et a deux sœurs aînées, Sabrina et Marina. Son père s'est suicidé quand il avait trois ans.